# Billy Kidd
Billy Kidd, född 13 april 1943 i Burlington, är en amerikansk före detta alpin skidåkare.
Kidd blev olympisk silvermedaljör i slalom vid vinterspelen 1964 i Innsbruck.